# گاگیک استپانیان
گاگیک استپانیان (ارمنی: Գագիկ Ստեփանյան؛ زادهٔ ۱۳ فوریهٔ ۱۹۶۷ - درگذشته ۱۶ مارس ۱۹۹۴) یک فرد نظامی اهل ارمنستان است.

## زندگی‌نامه
در ۱۳ فوریهٔ ۱۹۶۷ در ایروان به دنیا آمد . وی همچنین برنده  شده‌است. وی در ۱۶ مارس ۱۹۹۴ در سن ۲۷ سالگی در hy:Օմարի լեռնանցք درگذشت و در آرامستان نظامی یرابلور به خاک سپرده شد.

## نگارخانه

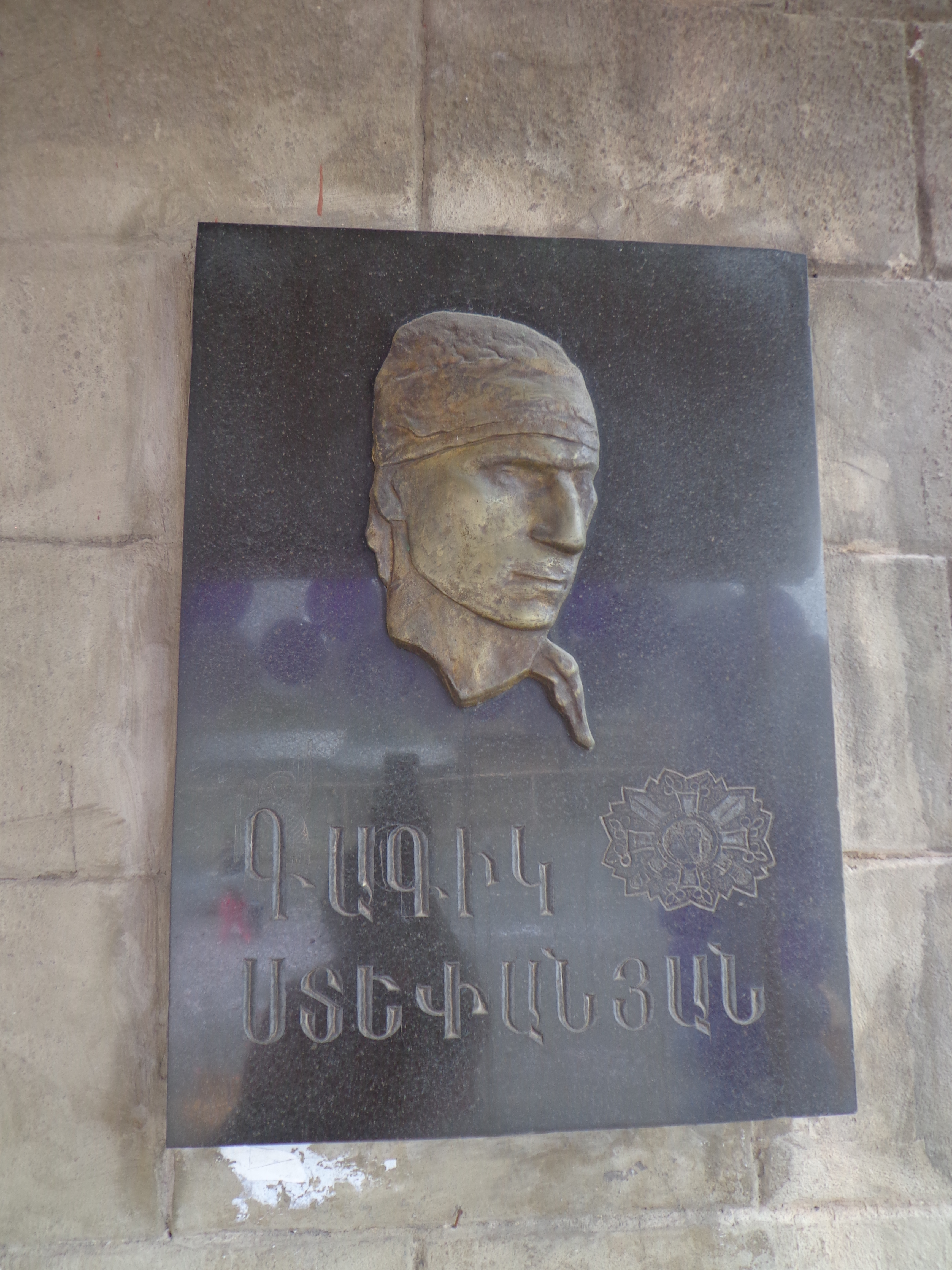

- پرونده:Գագիկ Ստեփանյան.jpg